# Braune Spätsommer-Bodeneule
|  | Dieser Artikel wurde aufgrund von formalen oder inhaltlichen Mängeln in der Qualitätssicherung Biologie zur Verbesserung eingetragen. Dies geschieht, um die Qualität der Biologie-Artikel auf ein akzeptables Niveau zu bringen. Bitte hilf mit, diesen Artikel zu verbessern! Artikel, die nicht signifikant verbessert werden, können gegebenenfalls gelöscht werden. Lies dazu auch die näheren Informationen in den Mindestanforderungen an Biologie-Artikel. |

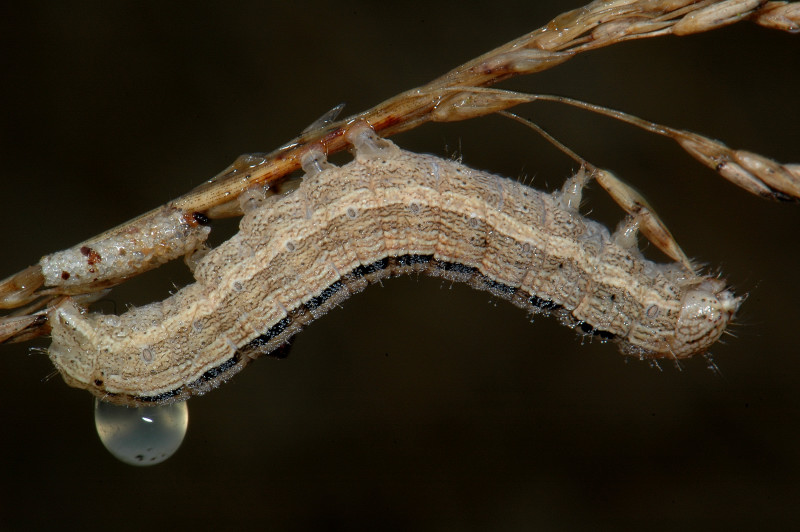
Raupe der Braunen Spätsommer-Bodeneule

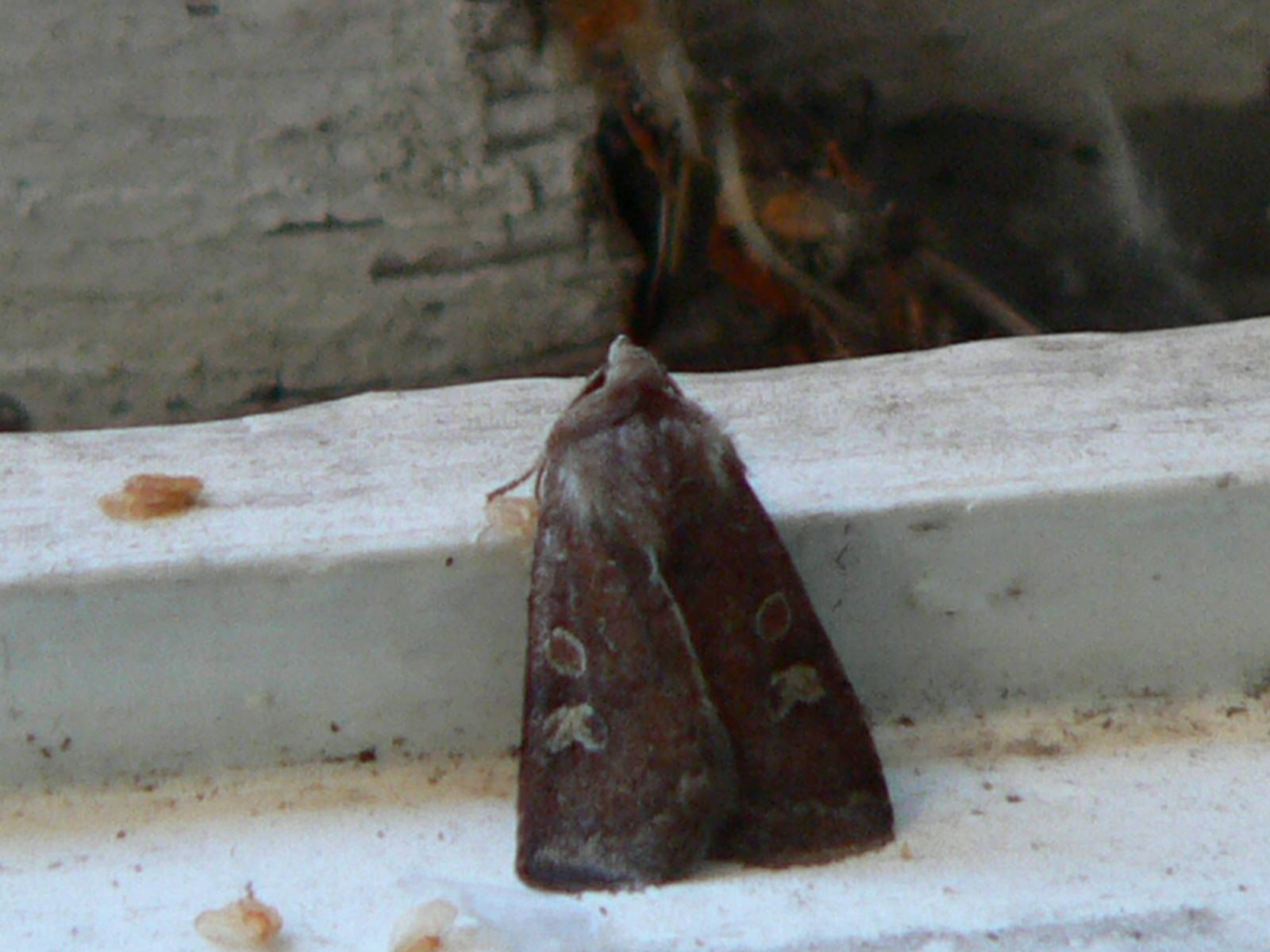
Deutlich erkennbare gelbe Nierenmakel bei einem Exemplar der Braunen Spätsommer-Bodeneule

Die Braune Spätsommer-Bodeneule (Xestia xanthographa), auch Rötlichbraune Erdeule, ist ein Schmetterling aus der Familie der Eulenfalter (Noctuidae). Das Artepitheton setzt sich aus den griechischen Worten xanthos für „gelb“ und graphein für „schreiben“ zusammen.

## Merkmale
Die Falter erreichen eine Flügelspannweite von 29 bis 40 Millimeter. Nach anderen Quellen nur 32 bis 35 Millimeter.
Die Färbung der Vorderflügel ist sehr variabel, es sind alle Zwischenstufen von hell- bis dunkelgrau, aber auch rost- bis dunkelbraun möglich. Meist ist ein gelblicher Nierenmakel vorhanden. Die Hinterflügel sind eintönig grau.
Die Raupen, die nur schwer von den Raupen von Xestia sexstrigata unterscheidbar sind, besitzen einen charakteristischen weißen Rückenstreifen und in späteren Entwicklungsstadien schwarze Striche über den Nebenrückenlinien. Sie sind braun bis grau gefärbt und weisen seitlich ein dunkles und ein helles Band auf. Sie werden bis zu 33 Millimeter groß.

### Ähnliche Arten
- Aschgraue Bodeneule (Xestia ashworthii) (Doubleday, 1855)
- Ginsterheiden-Bodeneule (Xestia castanea) (Esper, 1798)[8]

## Verbreitung und Lebensraum
Die Braune Spätsommer-Bodeneule hat eine mediterran-asiatische Verbreitung und kommt in Europa häufig vor. Außerhalb von Europa findet man die Art im Kaukasus, im Transkaukasus, in Zentralasien in den usbekischen Provinzen Fargʻona und Taschkent, Armenien, Turkmenistan in der Türkei sowie in Algerien und Tunesien. In Nordamerika wurde die Art eingeschleppt.
Ihr Lebensraum umfasst alle offenen und grasreichen Landschaften von Parks über Gärten, Wegränder, Magerrasen, Feuchtwiesen, Riedwiesen sowie Ruderalflächen.

## Verhalten und Lebensweise
Die Falter fliegen von August und September und sind oft saugend an faulenden Früchten und Baumsäften zu beobachten. Sie sind ebenso leicht mit einer aus Wein und Zucker gemischten Flüssigkeit anzulocken.
Die Raupen sind nachtaktiv und überwintern und können nach der Winterruhe von Februar bis Mai und im Herbst ab Oktober gefunden werden.
Sie leben an verschiedenen Gräsern und krautigen Pflanzen wie Süßgräser (Poaceae), aber auch an Ampfer (Rumex), Wegerich (Plantago), Vogelmiere (Stellaria media), Schlüsselblume (Primula vulgaris), Einjährigem Rispengras (Poa annua), Weiden (Salix) und Weißdorn (Crataegus). Die Verpuppung findet in einem Erdkokon statt.

## Status
Die Art zählt zu den häufigsten Eulenfaltern (Noctuidae) in Deutschland. Da die Falter nicht oft ans Licht kommen, ist die so häufige Verbreitung der Art nur durch Raupenfunde bestätigt. Im Frühjahr sind oft hunderte von ihnen nachts auf Wiesen anzutreffen.

## Synonyme
Die Literatur unterscheidet mehrere Synonyme.
- Rhyacia xanthographa Schiffermüller
- Agrotis xanthographa Schiffermüller
- Agrotis tetragona Haworth, 1809
- Agrotis budensis Freyer, 1839
- Agrotis elutior Alphéraky, 1887
- Xestia trumani (Smith, 1903)
- Xestia precepuina Rothschild, 1914
- Xestia almohada Wagner, 1918[1]